# Persone di cognome Perry
| Questa pagina contiene informazioni ricavate automaticamente dalle voci biografiche con l'ausilio del template Bio e di un bot. L'aggiornamento è periodico e automatico e ricostruisce completamente la pagina. Se manca una persona in questa lista, sei pregato di non aggiungerla, ma accertati piuttosto che la sua voce biografica contenga il template Bio e che i dati anagrafici siano correttamente compilati. Se il template Bio manca, inseriscilo tu stesso o, in alternativa, metti l'avviso {{tmp\|Bio}} che ne segnala la mancanza. Se i dati riportati sono sbagliati, correggi direttamente la voce biografica; le modifiche saranno visibili in questa lista entro pochi giorni. Per chiarimenti vedi il progetto antroponimi. La lista contiene solo le 90 persone che sono citate nell'enciclopedia e per le quali è stato implementato correttamente il template Bio. Pagina aggiornata al 23 lug 2025. |

Questa è una lista di persone presenti nell'enciclopedia che hanno il cognome Perry, suddivise per attività principale.

## Allenatori di pallacanestro(1)
- Mike Perry, allenatore di pallacanestro statunitense (Kingston, n. 1939 - Fort Lauderdale, † 2002)

## Allenatori di sci alpino(1)
- Gordon Perry, allenatore di sci alpino e ex sciatore alpino canadese

## Ammiragli(1)
- Matthew Perry, ammiraglio statunitense (Newport, n. 1794 - New York, † 1858)

## Antropologi(1)
- William James Perry, antropologo britannico (n. 1887 - † 1949)

## Artisti(1)
- Grayson Perry, artista inglese (Chelmsford, n. 1960)

## Artisti marziali misti(1)
- Mike Perry, artista marziale misto statunitense (Flint, n. 1991)

## Attiviste(1)
- Fredericka Douglass Sprague Perry, attivista e filantropa statunitense (Rochester, n. 1872 - Kansas City, † 1943)

## Attori(7)
- Bradley Steven Perry, attore statunitense (New Jersey, n. 1998)
- Felton Perry, attore statunitense (Chicago, n. 1945)
- Jeff Perry, attore statunitense (Highland Park, n. 1955)
- Joseph V. Perry, attore statunitense (Pittsburgh, n. 1931 - Burbank, † 2000)
- Matthew Perry, attore statunitense (Williamstown, n. 1969 - Los Angeles, † 2023)
- Roger Perry, attore statunitense (Davenport, n. 1933 - Indian Wells, † 2018)
- Steven Perry, attore statunitense (n. 1952)

## Attori pornografici(1)
- David Perry, attore pornografico francese (Rambouillet, n. 1970)

## Attrici(3)
- Katherine Perry, attrice statunitense (New York, n. 1897 - Woodland Hills, † 1983)
- Wanda Perry, attrice e modella statunitense (New York City, n. 1917 - Los Angeles, † 1985)
- Zoe Perry, attrice statunitense (Chicago, n. 1983)

## Autori di videogiochi(1)
- David Perry, autore di videogiochi e imprenditore britannico (Lisburn, n. 1967)

## Bassisti(1)
- John Perry, bassista britannico (New York, n. 1947)

## Batteristi(1)
- Doane Perry, batterista statunitense (Mount Kisco, n. 1954)

## Calciatori(3)
- Christopher Perry, ex calciatore inglese (Carshalton, n. 1973)
- Jonathan Perry, ex calciatore neozelandese (Hamilton, n. 1976)
- Nebiyou Perry, calciatore statunitense (New York, n. 1999)

## Cantanti(1)
- Steve Perry, cantante, polistrumentista e compositore statunitense (Hanford, n. 1949)

## Cantautori(1)
- Bocephus King, cantautore, chitarrista e armonicista canadese (Vancouver, n. 1970)

## Cantautrici(1)
- Linda Perry, cantautrice, produttrice discografica e musicista statunitense (Springfield, n. 1965)

## Cestiste(1)
- Chelsey Perry, cestista statunitense (Middleton, n. 1999)

## Cestisti(12)
- Kenny Perry, ex cestista statunitense (Rockport, n. 1962)
- Reggie Perry, cestista statunitense (Thomasville, n. 2000)
- Ron Perry, ex cestista statunitense (Garrisonville, n. 1943)
- Tim Perry, ex cestista statunitense (Freehold, n. 1965)
- Aulcie Perry, ex cestista statunitense (Newark, n. 1950)
- Charles Perry, cestista statunitense (Savannah, n. 1921 - Tampa, † 2001)
- Curtis Perry, ex cestista statunitense (Washington, n. 1948)
- Darius Perry, cestista statunitense (Powder Springs, n. 1999)
- Elliot Perry, ex cestista statunitense (Memphis, n. 1969)
- Jesse Perry, ex cestista statunitense (St. Louis, n. 1989)
- Kendrick Perry, cestista statunitense (Ocoee, n. 1992)
- Marque Perry, ex cestista statunitense (Chicago, n. 1981)

## Chitarristi(2)
- Joe Perry, chitarrista statunitense (Lawrence, n. 1950)
- Mitch Perry, chitarrista statunitense (Los Angeles, n. 1961)

## Ciclisti su strada(1)
- Benjamin Perry, ex ciclista su strada canadese (St. Catharines, n. 1994)

## Crickettiste(1)
- Ellyse Perry, crickettista e ex calciatrice australiana (Sydney, n. 1990)

## Filosofi(2)
- John Perry, filosofo statunitense (Lincoln, n. 1943)
- Ralph Barton Perry, filosofo statunitense (Poultney, n. 1876 - Boston, † 1957)

## Generali(1)
- Edward Aylesworth Perry, generale e politico statunitense (Richmond, n. 1831 - Kerrville, † 1889)

## Giocatori di baseball(1)
- Gaylord Perry, giocatore di baseball statunitense (Williamston, n. 1938 - Gaffney, † 2022)

## Giocatori di curling(1)
- Mel Perry, giocatore di curling canadese (n. 1935 - † 2010)

## Giocatori di football americano(8)
- A.T. Perry, giocatore di football americano statunitense (Lake Worth, n. 1999)
- Joe Perry, giocatore di football americano statunitense (Stephens, n. 1927 - † 2011)
- Malcolm Perry, ex giocatore di football americano statunitense (Fort Campbell, n. 1997)
- Michael Dean Perry, ex giocatore di football americano statunitense (Aiken, n. 1965)
- Nick Perry, giocatore di football americano statunitense (Detroit, n. 1990)
- Chris Perry, ex giocatore di football americano statunitense (Advance, n. 1981)
- Senorise Perry, giocatore di football americano statunitense (Summerville, n. 1991)
- William Perry, ex giocatore di football americano statunitense (Aiken, n. 1962)

## Giocatori di snooker(1)
- Joe Perry, giocatore di snooker inglese (Wisbech, n. 1974)

## Hockeisti su ghiaccio(1)
- Corey Perry, hockeista su ghiaccio canadese (n. 1985)

## Ingegneri(1)
- Robert H. Perry, ingegnere statunitense (n. 1924 - † 1978)

## Musicisti(1)
- Brendan Perry, musicista, cantante e polistrumentista inglese (Whitechapel, n. 1959)

## Naturalisti(1)
- George Perry, naturalista inglese (n. 1771)

## Ostacoliste(1)
- Michelle Perry, ex ostacolista e multiplista statunitense (Los Angeles, n. 1979)

## Pallavoliste(1)
- Rebecca Perry, pallavolista e giocatrice di beach volley statunitense (Bakersfield, n. 1988)

## Politiche(1)
- Ruth Perry, politica liberiana (n. 1939 - Columbus, † 2017)

## Politici(4)
- Madison S. Perry, politico statunitense (Contea di Lancaster, n. 1814 - Rochelle, † 1865)
- Rick Perry, politico statunitense (Haskell, n. 1950)
- Scott Perry, politico statunitense (San Diego, n. 1962)
- William Perry, politico, ex militare e ingegnere statunitense (Vandergrift, n. 1927)

## Produttori discografici(1)
- Lee "Scratch" Perry, produttore discografico, musicista e cantante giamaicano (Kendal, n. 1936 - Lucea, † 2021)

## Rapper(1)
- Big Noyd, rapper statunitense (Queensbridge, n. 1975)

## Registi(2)
- Alex Ross Perry, regista, sceneggiatore e attore statunitense (Bryn Mawr, n. 1984)
- Frank Perry, regista, produttore cinematografico e sceneggiatore statunitense (New York, n. 1930 - New York, † 1995)

## Religiosi(1)
- Michael Anthony Perry, religioso e missionario statunitense (Indianapolis, n. 1954)

## Rugbisti a 15(2)
- Matt Perry, ex rugbista a 15 britannico (Bath, n. 1977)
- Shaun Perry, rugbista a 15 britannico (Wolverhampton, n. 1978)

## Scrittori(2)
- Steve Perry, scrittore statunitense (n. 1947)
- Thomas Perry, scrittore e sceneggiatore statunitense (Tonawanda, n. 1947)

## Scrittrici(1)
- Sarah Perry, scrittrice britannica (Chelmsford, n. 1979)

## Scrittrici di fantascienza(1)
- S. D. Perry, scrittrice di fantascienza statunitense (n. 1970)

## Storici(1)
- Walter Copland Perry, storico e avvocato britannico (Norwich, n. 1814 - Londra, † 1911)

## Tenniste(1)
- Shenay Perry, ex tennista statunitense (Washington, n. 1984)

## Tennisti(4)
- Fred Perry, tennista, tennistavolista e imprenditore britannico (Stockport, n. 1909 - Melbourne, † 1995)
- Gerry Perry, ex tennista statunitense (Springfield, n. 1947)
- Bob Perry, tennista statunitense (Los Angeles, n. 1933 - † 2023)
- Todd Perry, ex tennista australiano (Adelaide, n. 1976)

## Velociste(1)
- Nanceen Perry, ex velocista statunitense (Fairfield, n. 1977)

## Vescovi cattolici(1)
- Harold Robert Perry, vescovo cattolico statunitense (Lake Charles, n. 1916 - Marrero, † 1991)

## Wrestler(2)
- Jack Perry, wrestler statunitense (Los Angeles, n. 1997)
- Lana, wrestler statunitense (Gainesville, n. 1985)